# Ali Fazal
Ali Fazal (Delhi, 15 oktober 1986) is een Indiaas acteur. Hij speelde in een groot aantal Bollywood-films. Ook maakte Fazal een enkele keer een uitstapje naar de Hollywood-films.

## Filmografie

### Film
- The Other End of the Line (2008)
- 3 Idiots (2009)
- Ek Tho Chance (2009)
- Always Kabhi Kabhi (2011)
- Fukrey (2013)
- Baat Bann Gayi (2013)
- Bobby Jasoos (2014)
- Sonali Cable (2014)
- Khamoshiyan (2015)
- For Here Or To Go? (2015)
- Furious 7 (2015)
- Xuanzang (2016)
- Happy Bhag Jayegi (2016)
- Fukrey Returns (2017)
- Victoria and Abdul (2017)
- Happy Phirr Bhag Jayegi (2018)
- Milan Talkies (2019)
- Prassthanam (2019)
- House Arrest (2019)
- Death on the Nile (2022)
- Tadka (2022)
- Kandahar (2023)
- Fukrey 3 (2023)
- Khufiya (2023)

### Televisie
- Bollywood Hero (2009)
- Bang Baaja Baaraat (2015)
- Mirzapur (2018-2020)
- Mind the Malhotras (2019)
- Forbidden Love (2020)
- Ray (2021)
- Call My Agent: Bollywood (2021)
- Solo Leveling (2024)